# Box set (Buffalo Springfield)
Box set is een verzamel-cd (boxset) van de Amerikaanse band Buffalo Springfield (1966-1968) uit 2001. De box behaalde nummer 194 van de Amerikaanse Billboard 200.
Terwijl de band in zijn geschiedenis maar drie elpees maakte, bevat dit verzamelwerk vier cd's met bij elkaar 88 titels, waaronder van bepaalde nummers meerdere versies en ook dubbelingen. Ook staan er 36 nog niet eerder uitgebrachte mixen, demo's en outtakes op. De volgorde van de liedjes is chronologisch in de tijd dat ze werden opgenomen.
Niettemin bevat deze box nog steeds niet het gehele repertoire van de band en missen er zelfs nog enkele nummers die wel op hun laatste album Last time around stonden. Ook staan er twee nummers niet op die wel op de verzamelalbum Decade van Neil Young staan. Op de laatste cd staan liedjes van de eerste elpee die al voor een belangrijk deel op de eerste drie cd's te horen zijn.

## Nummers
| Nummer                                   | Naam                                   | Geschreven door                                                        | Duur |
| ---------------------------------------- | -------------------------------------- | ---------------------------------------------------------------------- | ---- |
| 1-1                                      | There goes my babe                     | Neil Young                                                             | 1:43 |
| 1-2                                      | Come on                                | Stephen Stills                                                         | 1:23 |
| 1-3                                      | Hello, I've returned                   | Stephen Stills en Van Dyke Parks                                       | 1:34 |
| 1-4                                      | Out of my mind                         | Neil Young                                                             | 2:44 |
| 1-5                                      | Flying on the ground is wrong          | Neil Young                                                             | 3:08 |
| 1-6                                      | I'm your kind of guy                   | Neil Young                                                             | 1:05 |
| 1-7                                      | Baby don't scold me                    | Stephen Stills                                                         | 2:04 |
| 1-8                                      | Neighbor don't you worry               | Stephen Stills                                                         | 2:28 |
| 1-9                                      | We'll see                              | Stephen Stills                                                         | 4:07 |
| 1-10                                     | Sad memory                             | Richie Furay                                                           | 2:49 |
| 1-11                                     | Can't keep me down                     | Richie Furay                                                           | 2:07 |
| 1-12                                     | Nowadays Clancy can't even sing        | Neil Young                                                             | 3:25 |
| 1-13                                     | Go and say goodbye                     | Stephen Stills                                                         | 2:21 |
| 1-14                                     | Sit down, I think I love you           | Stephen Stills                                                         | 2:31 |
| 1-15                                     | Leave                                  | Stephen Stills                                                         | 2:43 |
| 1-16                                     | Hot dusty roads                        | Stephen Stills                                                         | 2:51 |
| 1-17                                     | Everybody's wrong                      | Stephen Stills                                                         | 2:24 |
| 1-18                                     | Burned                                 | Neil Young                                                             | 2:16 |
| 1-19                                     | Do I have to come right out and say it | Neil Young                                                             | 3:02 |
| 1-20                                     | Out of my mind                         | Neil Young                                                             | 3:05 |
| 1-21                                     | Pay the price                          | Stephen Stills                                                         | 2:37 |
| 1-22                                     | Down down down                         | Neil Young                                                             | 2:11 |
| 1-23                                     | Flying on the ground is wrong          | Neil Young                                                             | 2:40 |
| 1-24                                     | Neighbor don't you worry               | Stephen Stills                                                         | 2:25 |
| 2-1                                      | Down down down                         | Neil Young                                                             | 2:42 |
| 2-2                                      | Kahuna sunset                          | Neil Young en Stephen Stills                                           | 2:53 |
| 2-3                                      | Buffalo stomp (raga)                   | Bruce Kunkel, Dewey Martin, Neil Young, Richie Furay en Stephen Stills | 3:51 |
| 2-4                                      | Baby don't scold me                    | Stephen Stills                                                         | 3:24 |
| 2-5                                      | For what it's worth (2e versie)        | Stephen Stills                                                         | 2:39 |
| 2-6                                      | Mr. Soul                               | Neil Young                                                             | 2:44 |
| 2-7                                      | We'll see                              | Stephen Stills                                                         | 2:43 |
| 2-8                                      | My kind of love                        | Richie Furay                                                           | 2:31 |
| 2-9                                      | Pretty girl why                        | Stephen Stills                                                         | 2:26 |
| 2-10                                     | Words I must say                       | Richie Furay                                                           | 1:12 |
| 2-11                                     | Nobody's fool                          | Richie Furay                                                           | 1:31 |
| 2-12                                     | So you've got a lover                  | Stephen Stills                                                         | 3:06 |
| 2-13                                     | My angel                               | Stephen Stills                                                         | 3:48 |
| 2-14                                     | No sun today                           | Eric Eisner                                                            | 2:02 |
| 2-15                                     | Everydays                              | Stephen Stills                                                         | 2:40 |
| 2-16                                     | Down to the wire                       | Neil Young                                                             | 2:25 |
| 2-17                                     | Bluebird                               | Stephen Stills                                                         | 4:29 |
| 2-18                                     | Expecting to fly                       | Neil Young                                                             | 3:45 |
| 2-19                                     | Hung upside down                       | Stephen Stills                                                         | 4:26 |
| 2-20                                     | A child's claim to fame                | Richie Furay                                                           | 2:10 |
| 2-21                                     | Rock & roll woman                      | Stephen Stills                                                         | 2:46 |
| 3-1                                      | Hung upside down                       | Stephen Stills                                                         | 3:27 |
| 3-2                                      | Good time boy                          | Richie Furay                                                           | 2:15 |
| 3-3                                      | One more sign                          | Neil Young                                                             | 2:02 |
| 3-4                                      | The rent is always due                 | Neil Young                                                             | 3:03 |
| 3-5                                      | Round and round and round              | Neil Young                                                             | 3:37 |
| 3-6                                      | Old laughing lady                      | Neil Young                                                             | 2:40 |
| 3-7                                      | Broken arrow                           | Neil Young                                                             | 6:14 |
| 3-8                                      | Sad memory                             | Richie Furay                                                           | 3:01 |
| 3-9                                      | On the way home                        | Neil Young                                                             | 2:27 |
| 3-10                                     | Whatever happened to saturday night?   | Neil Young                                                             | 2:06 |
| 3-11                                     | Special care                           | Stephen Stills                                                         | 3:32 |
| 3-12                                     | Falcon lake (Ash on the floor)         | Neil Young                                                             | 4:19 |
| 3-13                                     | What a day                             | Richie Furay                                                           | 2:18 |
| 3-14                                     | I am a child                           | Neil Young                                                             | 2:20 |
| 3-15                                     | Questions                              | Stephen Stills                                                         | 2:54 |
| 3-16                                     | Merry-go-round                         | Richie Furay                                                           | 2:02 |
| 3-17                                     | Uno mundo                              | Stephen Stills                                                         | 2:00 |
| 3-18                                     | Kind woman                             | Richie Furay                                                           | 4:12 |
| 3-19                                     | It's so hard to wait                   | Neil Young en Richie Furay                                             | 2:05 |
| 3-20                                     | Four days gone                         | Stephen Stills                                                         | 3:47 |
| Buffalo Springfield (debuutalbum) (mono) |                                        |                                                                        |      |
| 4-1                                      | For what it's worth                    | Stephen Stills                                                         | 2:39 |
| 4-2                                      | Go and say goodbye                     | Stephen Stills                                                         | 2:21 |
| 4-3                                      | Sit down, I think I love you           | Stephen Stills                                                         | 2:32 |
| 4-4                                      | Nowadays Clancy can't even sing        | Neil Young                                                             | 3:25 |
| 4-5                                      | Hot dusty roads                        | Stephen Stills                                                         | 2:50 |
| 4-6                                      | Everybody's wrong                      | Stephen Stills                                                         | 2:24 |
| 4-7                                      | Flying on the ground is wrong          | Neil Young                                                             | 2:40 |
| 4-8                                      | Burned                                 | Neil Young                                                             | 2:16 |
| 4-9                                      | Do I have to come right out and say it | Neil Young                                                             | 3:02 |
| 4-10                                     | Leave                                  | Stephen Stills                                                         | 2:43 |
| 4-11                                     | Out of my mind                         | Neil Young                                                             | 3:05 |
| 4-12                                     | Pay the price                          | Stephen Stills                                                         | 2:36 |
| 4-13                                     | Baby don't scold me                    | Stephen Stills                                                         | 3:04 |
| Buffalo Springfield again (stereo)       |                                        |                                                                        |      |
| 4-14                                     | Mr. Soul                               | Neil Young                                                             | 2:49 |
| 4-15                                     | A child's claim to fame                | Richie Furay                                                           | 2:40 |
| 4-16                                     | Everydays                              | Stephen Stills                                                         | 2:40 |
| 4-17                                     | Expecting to fly                       | Neil Young                                                             | 3:44 |
| 4-18                                     | Bluebird                               | Stephen Stills                                                         | 4:28 |
| 4-19                                     | Hung upside down                       | Stephen Stills                                                         | 3:27 |
| 4-20                                     | Sad memory                             | Richie Furay                                                           | 3:01 |
| 4-21                                     | Good time boy                          | Richie Furay                                                           | 2:15 |
| 4-22                                     | Rock & roll woman                      | Stephen Stills                                                         | 2:46 |
| 4-23                                     | Broken arrow                           | Neil Young                                                             | 6:14 |